# Поздняковский сельсовет
Поздняковский сельсовет — упразднённое сельское поселение в Навашинском районе Нижегородской области Российской Федерации.
Административный центр — село Поздняково.

## История
Сельсовет образован в 1929 году в составе сначала Муромского района Горьковского края (с 5 декабря 1936 года — Горьковской области), затем, с 1944 года, Мордовщиковского района (с 1960 года — Навашинский район, с 16 мая 1992 года — Нижегородской области). В 2004 году Поздняковский сельсовет наделён статусом — сельское поселение. Законом Нижегородской области от 28 августа 2009 года № 135-З, были преобразованы, путём их объединения, сельские поселения Ефановский сельсовет, Монаковский сельсовет и Поздняковский сельсовет в вновь образованное сельское поселение Поздняковский сельсовет. В мае 2015 года сельское поселение «Большеокуловский сельсовет» было упразднено, а Поздняково вошло в состав городского округа Навашинский.

## Население
| 2002 | 2010  | 2012  | 2013  | 2014  | 2015  |
| ---- | ----- | ----- | ----- | ----- | ----- |
| 2034 | ↘1628 | ↗1707 | ↗1757 | ↗1766 | ↘1711 |

## Состав сельского поселения
| №  | Населённый пункт | Тип населённого пункта       | Население |
| -- | ---------------- | ---------------------------- | --------- |
| 1  | Анцифрово        | деревня                      | ↘42       |
| 2  | Дедово           | село                         | ↘28       |
| 3  | Ефаново          | село                         | ↘283      |
| 4  | Ефремово         | деревня                      | ↘55       |
| 5  | Кондраково       | деревня                      | ↘14       |
| 6  | Корниловка       | деревня                      | ↘26       |
| 7  | Коробково        | село                         | ↘245      |
| 8  | Красный Октябрь  | деревня                      | ↘10       |
| 9  | Кутарино         | деревня                      | ↗22       |
| 10 | Малышево         | деревня                      | ↘34       |
| 11 | Мартюшиха        | деревня                      | ↘9        |
| 12 | Монаково         | село                         | ↘184      |
| 13 | Петряево         | деревня                      | ↗9        |
| 14 | Поздняково       | село, административный центр | ↘576      |
| 15 | Родиониха        | деревня                      | ↘26       |
| 16 | Спас-Седчено     | село                         | ↘31       |
| 17 | Судострой        | посёлок                      | ↘8        |
| 18 | Трудовик         | деревня                      | ↘1        |
| 19 | Чудь             | село                         | ↘25       |